# Transport na Hrvaškem
Transport na Hrvaškem temelji na več glavnih načinih, vključno z avtomobili, vlaki, čolni in letali. Cestni promet vključuje obsežno mrežo državnih, okrožnih in lokalnih poti, razširjenih z mrežo avtocest za potovanja na dolge razdalje. Vodni promet se lahko razdeli na morski, ki temelji na pristaniščih Reke, Ploče, Splita in Zadarja, in rečni promet, ki temelji na Savi, Donavi in v manjši meri na Dravi. Hrvaška ima 68 letališč, od tega devet mednarodnih. Država ima tudi več letalskih prevoznikov, med katerimi sta najbolj opazna Croatia Airlines in Trade Air. Železniški promet je dokaj razvit, dvojni tir in elektrifikacija nista zelo pogosta, čeprav se na nekaterih progah uporabljajo hitri nagibni vlaki. Vendar je avtobus še vedno pogostejši od železnice kot načina medmestnega prevoza.